# Kochłowice, Ruda Śląska
Kochłowice (tiếng Đức: Kochlowitz) là một quận ở phía đông nam của Ruda ląska, Silesian Voivodeship, miền nam Ba Lan. Nó có diện tích 17,5 km² và năm 2006, có 12.738 người sinh sống.

## Lịch sử
Các cuộc khai quật khảo cổ vào năm 2007 đã nổi lên dấu vết của một khu định cư trên lãnh thổ của Kochłochwice đã tồn tại từ thế kỷ thứ 9. Ngôi làng được đề cập lần đầu tiên vào năm 1360 với tên là Kochlowa Lanka. Vào thế kỷ 16 và 17, một nhà máy muối (Salzhütte) đã hoạt động ở đây, cơ sở duy nhất như vậy ở quốc gia Bytom. Ngôi làng bị ảnh hưởng bởi sự phát triển công nghiệp trong thế kỷ 19 (mỏ than)
Sau Thế chiến I ở Thượng Silesia plebiscite 3364 trong số 4427 cử tri ở Kochłowice đã bỏ phiếu ủng hộ việc gia nhập Ba Lan, chống lại 968 chọn ở lại Đức. Sau đó, nó trở thành một phần của Silesian Voivodeship, Cộng hòa Ba Lan thứ hai. Sau đó nó bị Đức Quốc xã thôn tính vào đầu Thế chiến II. Sau chiến tranh, nó đã được khôi phục lại Ba Lan.
Kochłowice được sáp nhập vào Nowy Bytom vào năm 1951, và là một phần của Nowy Bytom đã được hợp nhất với Ruda để thành lập Ruda ląska vào ngày 31 tháng 12 năm 1958.

## Hình ảnh

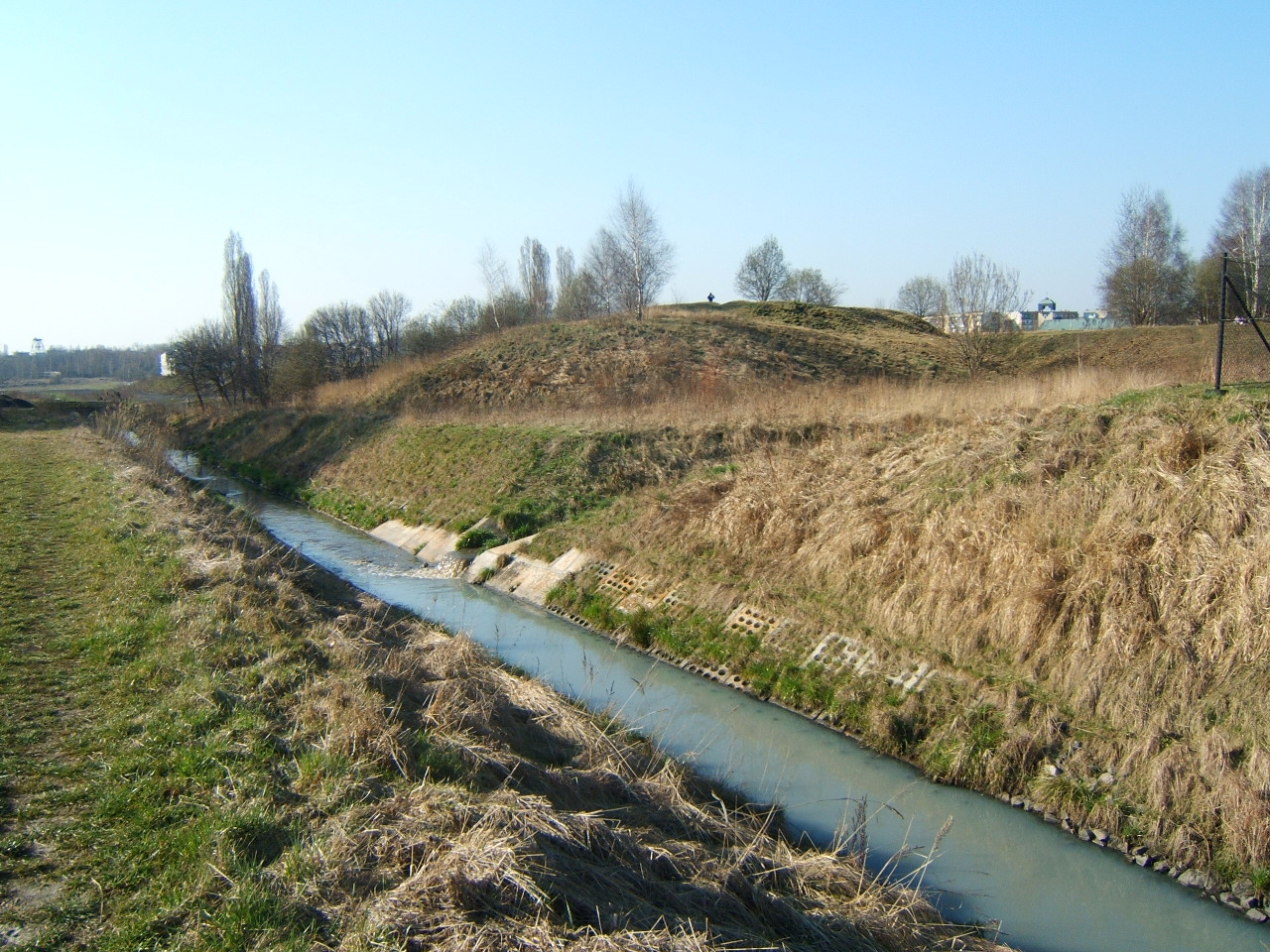
Grodzisko
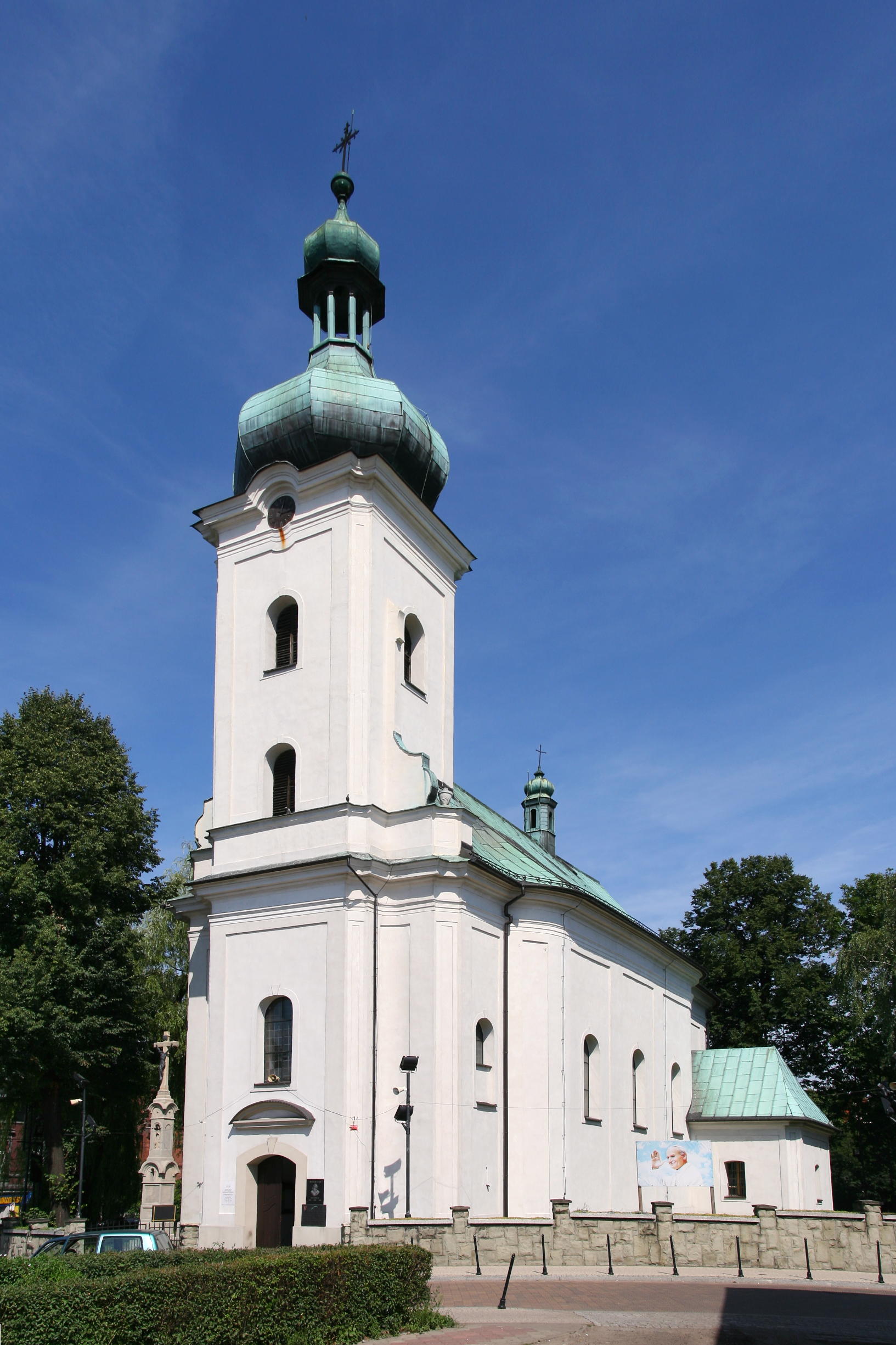
Nhà thờ Đức Mẹ Lộ Đức (thánh đường)
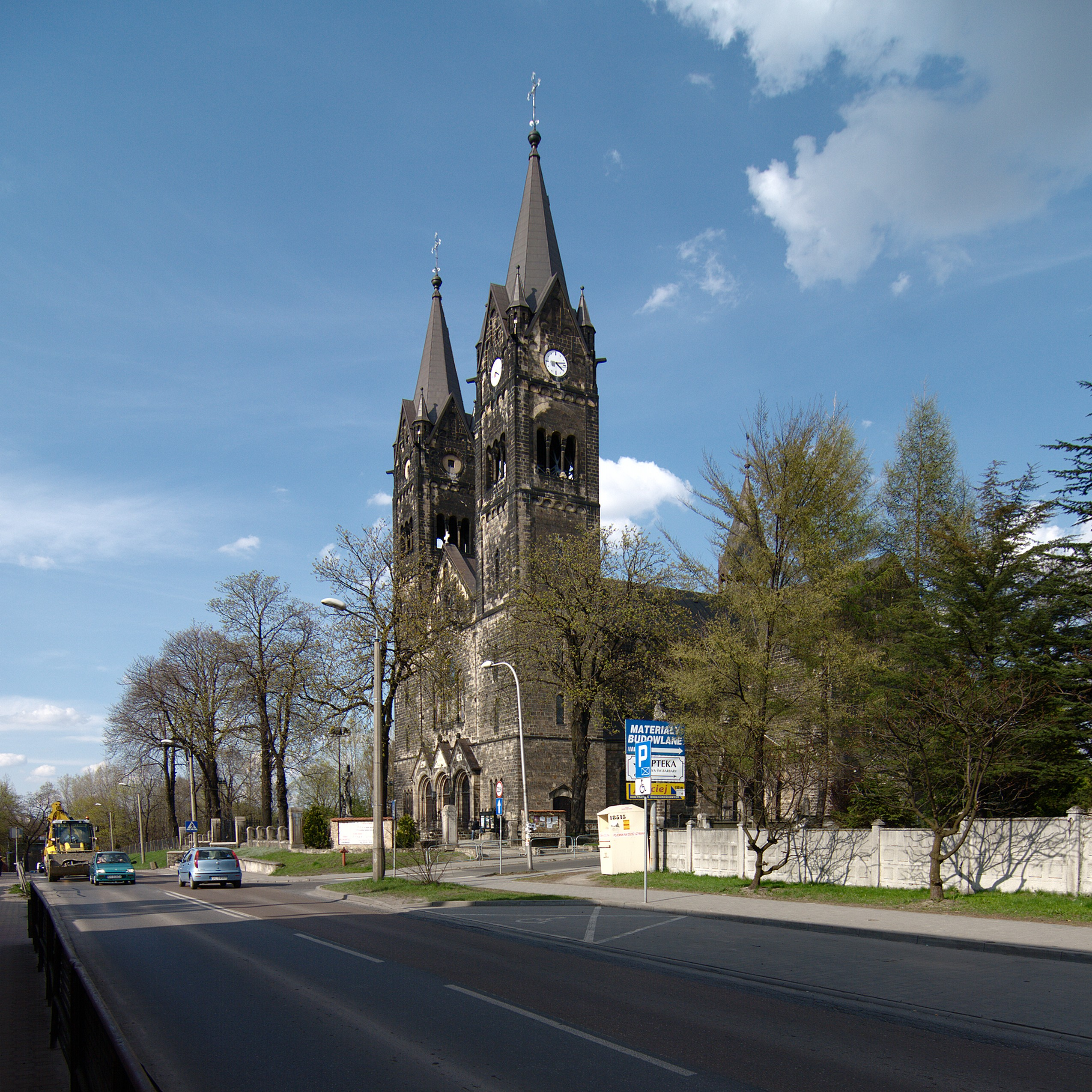
Nhà thờ Holy Trinity